# Пауль фон Гаузер
Барон Пауль фон Гаузер (нім. Paul Freiherr von Hauser; 24 квітня 1911, Грац — 1 квітня 1999, Відень) — австрійський і німецький офіцер, оберст вермахту. Кавалер Лицарського хреста Залізного хреста з дубовим листям.

## Біографія
В 1930 році вступив в 11-й альпійський полк австрійської армії. Після аншлюсу в березні 1938 року автоматично перейшов у вермахт. В серпні 1938 року зарахований в 12-й стрілецький полк 4-ї танкової дивізії. Учасник Польської і Французької кампаній, а також Німецько-радянської війни. З літа 1942 року — командир 61-го мотоциклетного батальйону. Відзначився у боях у районі Тажинської (грудень 1942). З 20 липня 1944 року — командир 901-го навчального моторизованого полку на Заході. 3 квітня 1945 року прийняв командування танковою навчальною дивізією, яка билася в Рурському котлі. Дивізія була розгромлена, а сам Гаузер взятий в полон американськими військами.

## Звання
- Лейтенант (1936)
- Гауптман
- Майор (1 січня 1943)
- Оберстлейтенант (1 червня 1944)
- Оберст (1 січня 1945)

## Нагороди
- Медаль «За вислугу років у Вермахті» 4-го класу (4 роки)
- Залізний хрест
  - 2-го класу (3 листопада 1939)
  - 1-го класу (1 серпня 1940)
- Штурмовий піхотний знак в сріблі
- Медаль «За зимову кампанію на Сході 1941/42»
- Німецький хрест в золоті (20 вересня 1942)
- Почесна застібка на орденську стрічку для Сухопутних військ (5 жовтня 1942)
- Лицарський хрест Залізного хреста з дубовим листям
  - лицарський хрест (25 січня 1943)
  - дубове листя (№635; 28 жовтня 1944)